# Sông Samara (Volga)
Sông Samara (tiếng Nga: Самара река) là một con sông chảy trong hai tỉnh Orenburg và Samara của Liên bang Nga, chi lưu tả ngạn của sông Volga. Các tên gọi cũ có Samur, Oi Su hay Khoi Su (Pisigani, 1367; Fra Mauro, 1459).
Chiều dài 594 km, diện tích lưu vực 46,5 nghìn km². Lưu lượng trung bình là khoảng 50 m³/s. Tại bờ bắc cửa sông là phần trung tâm của thành phố Samara.